# Мой прадедушка, герои и я
«Мой прадедушка, герои и я» (нем. Mein Urgroßvater, die Helden und ich) — книга немецкого писателя Джеймса Крюса, написанная в 1959 году. Книга награждена в 1960 году Немецкой премией по детской и юношеской литературе. Книга обсуждает стереотипные представления о героизме.

## Сюжет
Повествование ведётся от первого лица. Четырнадцатилетний мальчик — Малый Малыш, натёрший себе пятку, приезжает на недельку к своему «околеселому» 89-летнему прадедушке — Старому Малышу. Вместе они начинают размышлять на чердаке о том, что такое героизм и какой герой настоящий, а какой — нет. Вскоре они увлекают в этот диспут своих знакомых. С помощью своих остроумных стихов им удаётся переубедить даже бабушек Малого, обожающих истории о «героях» вроде Зигфрида.
В книге, объединенные сюжетной линией о Старом и Малом, рассказываются семёрки поучительных историй самого разного формата: от крошечных четверостиший до объёмных притч, включая поэмы, баллады и просто истории. Встречаются переложения в более доступную стихотворную форму известных легенд о Геракле, Зигфриде. Множество авторских историй, связанных с социальными, политическими и просто человеческими пороками, такими как жадность, трусость, гусарство, высокомерие, тупое подчинение начальнику и др. И столько же историй о добрых, щедрых, мирных, действительно смелых героях.
Книга наполнена множеством аллюзий на мировую историю и культуру, отличается тонкой языковой игрой и добрым юмором. Её главный герой — прадедушка, сам уже близкий к смерти, глубокий психолог и тонкий стилист, мужественно переносящий свои старость и болезнь. Его рассказы правнуку — своеобразное нравственное завещание.